# Maison James Cooper
Pour les articles homonymes, voir James Cooper.

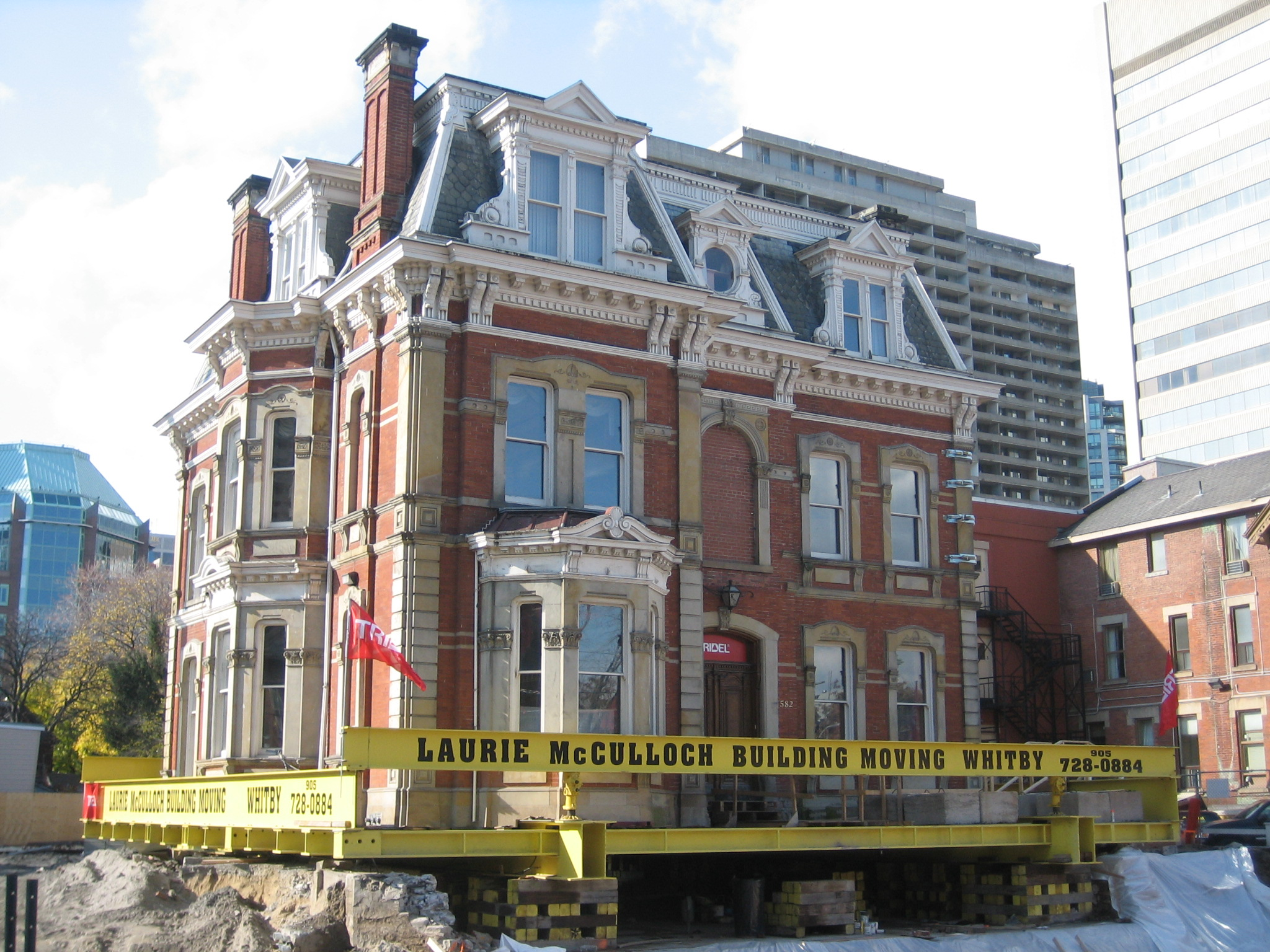
La maison James Cooper en novembre 2008, après la première relocalisation

La maison James Cooper est un bâtiment historique situé à Toronto en Ontario au Canada. En 2018, la maison devient la structure résidentielle la plus massive ayant subi une relocalisation de l'histoire canadienne.
La relocalisation s'est faite en deux phases, soit une première le 25 septembre 2008 vers le l'est et le 11 décembre 2008 vers le sud pour un coût total d'un million de dollars canadiens.
La maison est située à l'angle des rues Shelbourne et Linden, au sud de la rue Bloor. Construite en 1881 pour James Cooper, un prospère importateur, manufacturier et marchand de chaussures, elle est située dans l'un des quartiers les plus riches de Toronto. Elle est composée de huit chambres et son architecture est de style Second Empire. La ville de Toronto l'a par la suite désignée propriété patrimoniale et Heritage Toronto (en) appose une plaque en 2010.
Après le départ de Cooper, la maison abrite le Keely Institute for Nervous Diseases, un organisme pour les personnes atteinte de dépendance à l'alcool ou autres substances. En 1910, elle abrite la section torontoise des Chevaliers de Colomb qui ajoute une salle d'assemblée au bâtiment.
En 2005, la société de développement immobilier Tridel fait l'acquisition dans le but de construire une tour à condominiums sur le site. Devant être préservé, l'immeuble est déplacé de 60 pieds de sa localisation originale sans la salle d'assemblée ajoutée par la Chevaliers de Colomb, qui est démolie.